# Phiala novemlineata
Phiala novemlineata är en fjärilsart som beskrevs av Aurivillius 1911. Phiala novemlineata ingår i släktet Phiala och familjen Eupterotidae. Inga underarter finns listade i Catalogue of Life.